# Château Lagrange
Pour les articles homonymes, voir Lagrange.
Le château Lagrange est un domaine viticole de 157 hectares dans le Médoc, situé à Saint-Julien-Beychevelle dans la Gironde. Son vin, produit sous l'appellation saint-julien, est classé troisième grand cru au classement de 1855.

## Histoire
La vocation viticole et la notoriété de Château Lagrange se développent dès le XVIIe siècle. Lagrange est classé troisième cru en 1855. Le domaine est propriété du comte Tanneguy Duchâtel de 1842 à 1874 : ministre de l'Intérieur sous le roi Louis-Philippe (de 1840 à 1848 dans les gouvernements Soult III et Guizot) et membre de l'Académie des beaux-arts, le comte contribue au rayonnement du domaine en Europe. Pendant cette période, une fabrique de drains est créée, le domaine s'étendant sur 280 hectares dont 120 hectares en vignes. 
Après une période de déclin, le domaine est acheté en 1983 par le groupe Suntory, leader japonais des boissons alcoolisées ; cette société apporte les capitaux nécessaires rénovation du domaine. Sous la direction de Marcel Ducasse, directeur général du château de 1983 à 2007, priorité est donnée au vignoble puis à la modernisation du cuvier et des chais. Les efforts engagés depuis les années 1980 se poursuivent : conduite minutieuse du vignoble et vinifications parcellaires donnent naissance à un vin puissant et élégant dans la lignée des grands saint-julien. Château Lagrange a retrouvé le lustre qui était le sien et a reconquis son rang de « super troisième cru classé »[réf. nécessaire].
Un nouveau tandem, Matthieu Bordes et Keiichi Shiina, poursuit cette quête d'excellence. Les méthodes de production s'orientent vers un plus grand respect de l'environnement et une réduction de l'empreinte écologique de la propriété.

Illustrations du château Lagrange au XIXe siècle
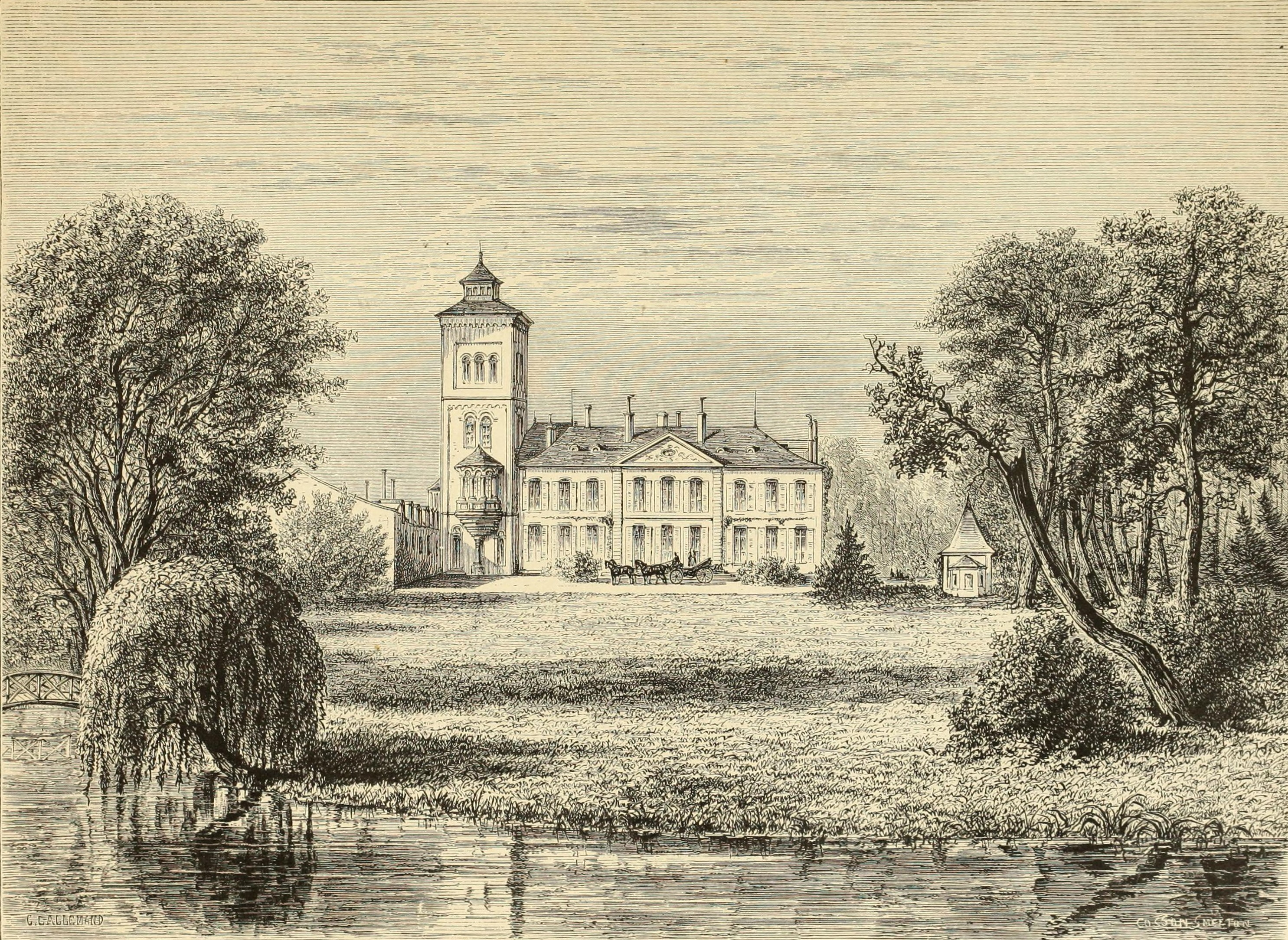
En 1868.
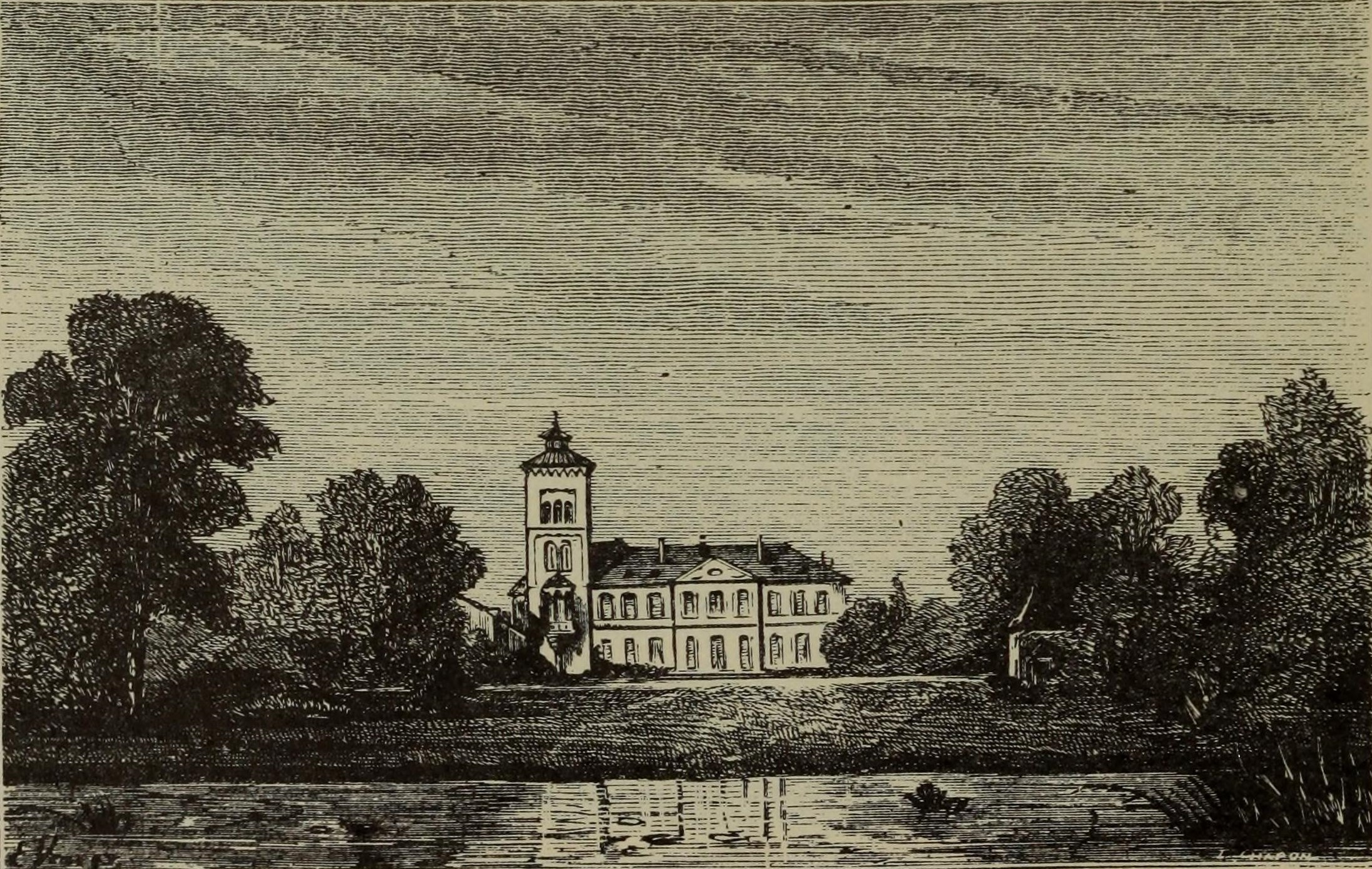
En 1883.

## Terroir

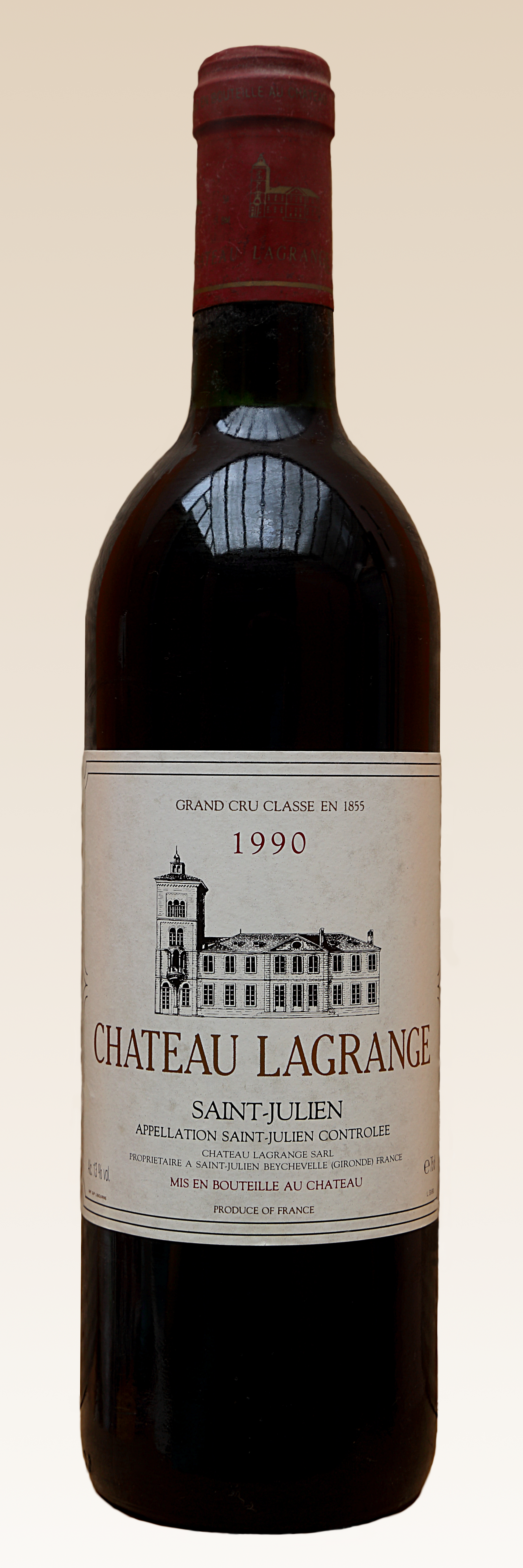
Une bouteille de Château Lagrange 1990.

Sur le domaine de 157 hectares, le vignoble couvre 118 hectares est en voisinage de celui de château Gruaud-Larose. Il s'étend sur deux croupes graveleuses drainées par les ruisseaux Jalle du Nord et Riou Cla.
L'encépagement du château est de :
- 67 % de cabernet sauvignon ;
- 28 % de merlot ;
- 5 % de petit verdot[2].

## Vins

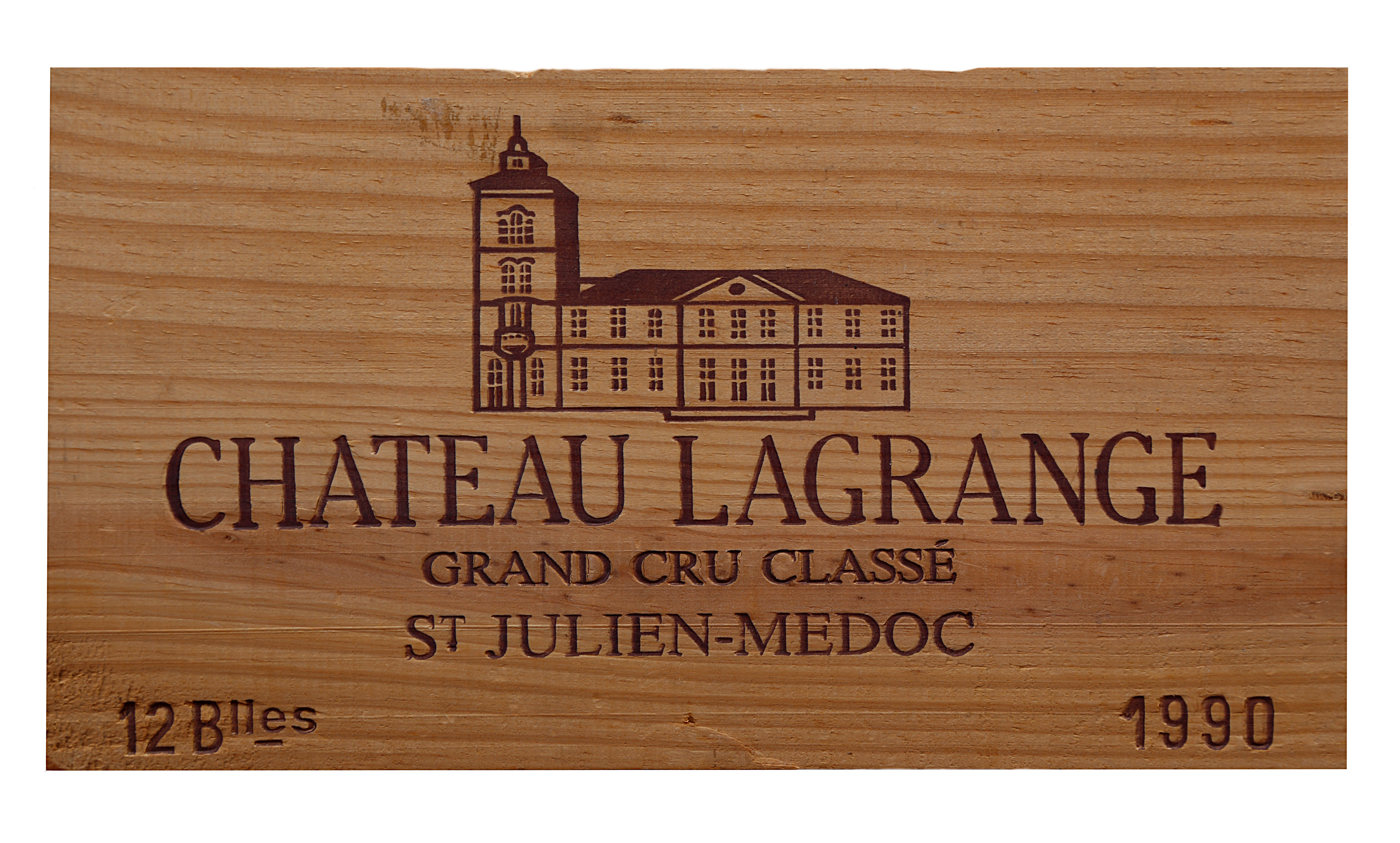
Partie d'une caisse de Château Lagrange 1990.

La cuvaison est menée dans des cuves en inox de 36 à 220 hectolitres pendant 15 à 20 jours. Pour l'élevage du vin pendant 16 à 20 mois, les barriques en chêne sont renouvelées à 60 % tous les ans.